# Židikai
Židikai (deutsch, veraltet: Schiddiken) ist ein Ort der Rajongemeinde  Mažeikiai im Distrikt Telšiai im Nordwesten Litauens an der lettischen Grenze mit 440 Einwohnern (Stand 2011). Es gibt eine katholische Kirche, eine Ambulanz und eine Schule.

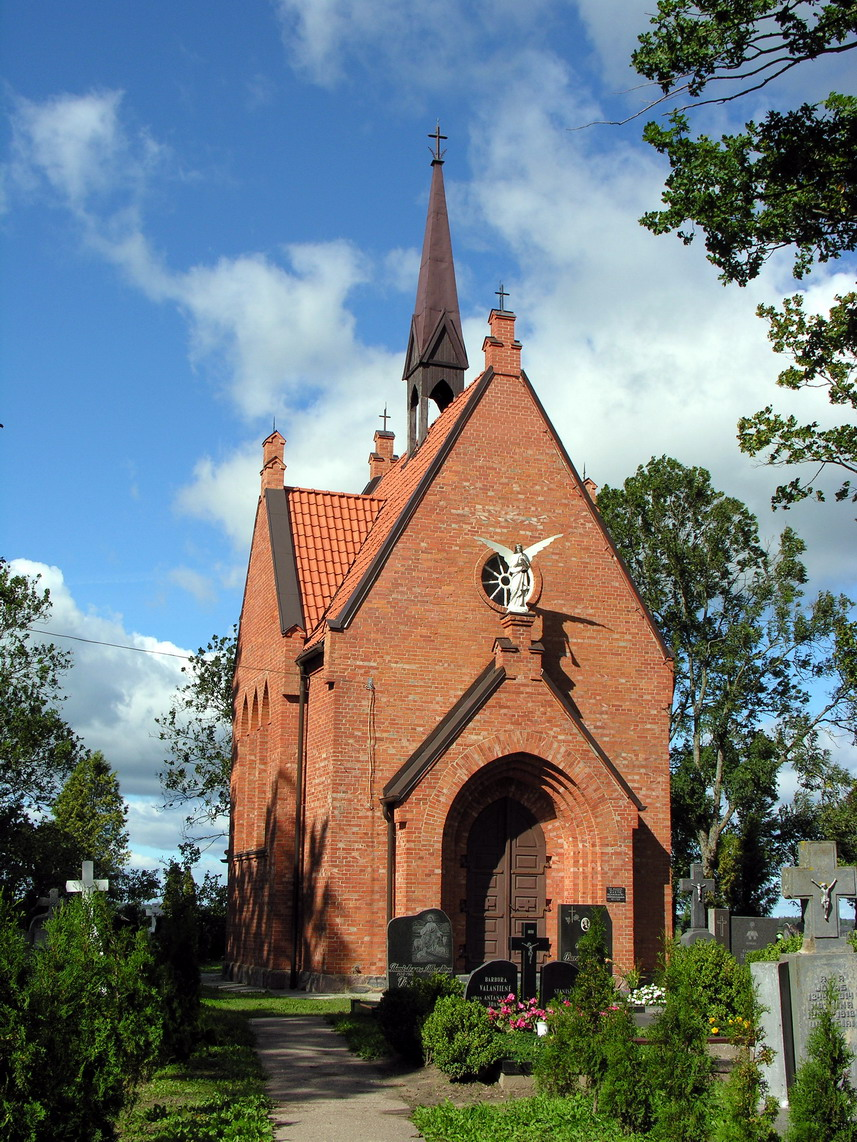
Die 1940 von Jonas Mulokas entworfene Kapelle der Schriftstellerin Šatrijos Ragana
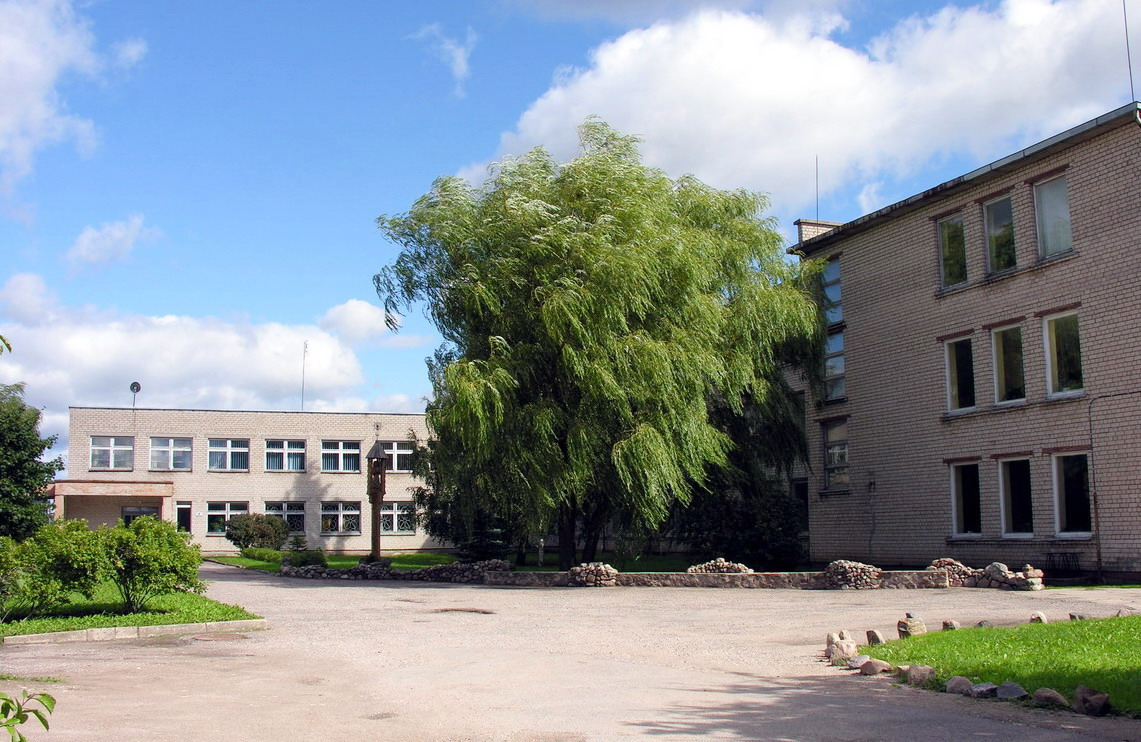
Marija-Pečkauskaitė-Schule
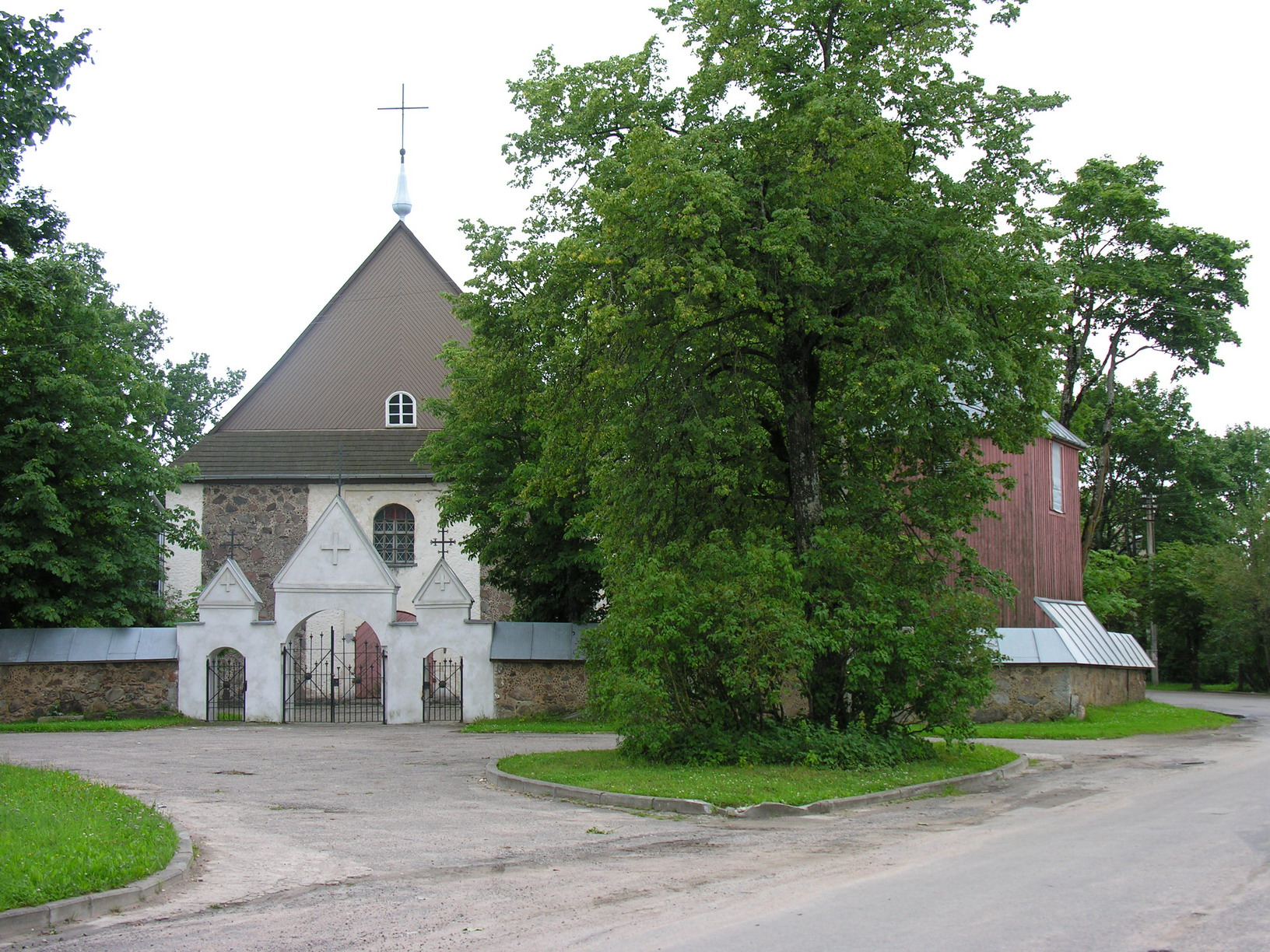
Kirche Heiliger Johannis
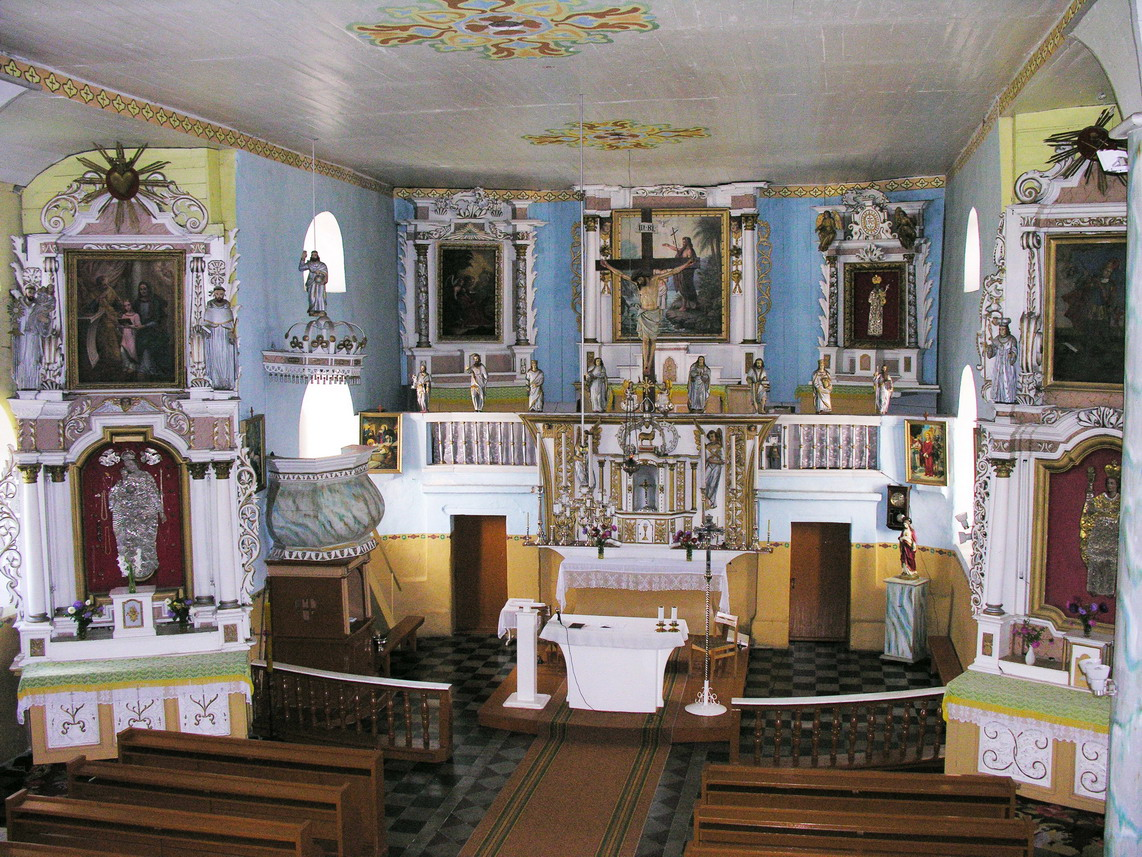
Kirche Heiliger Johannis
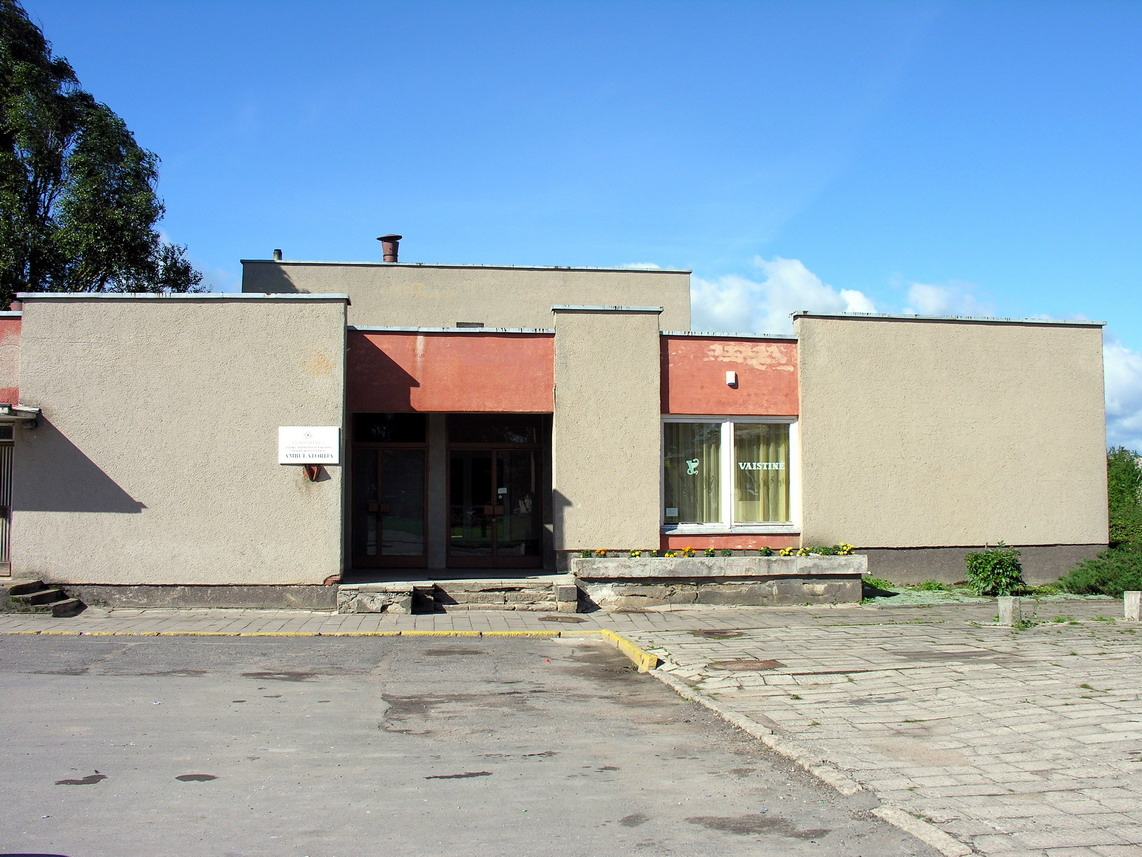
Ambulanz

## Geschichte
Der Ort wurde 1568 zuerst erwähnt. 1659 wurde er von schwedischen Truppen niedergebrannt. Zwischen 1918 und 1939 erlebte er einen Aufschwung und hatte fast 1000 Einwohner, darunter etwa 800 Juden. 1941 wurden hier Hunderte Juden von deutschen Einsatzgruppen und litauischen Kollaborateuren ermordet.

## Persönlichkeiten
- Povilas Plechavičius (1890–1973). Litauischer Offizier, Anführer des Putsches 1926, Kollaborateur mit der deutschen Wehrmacht
- 1915 bis 1930 wohnte die Schriftstellerin Šatrijos Ragana (Marija Pečkauskaitė) in Židikai.